# شبرقه
شبرقه قرية تتبع مركز الفريش في منطقة المدينة المنورة بالسعودية، تقع في شمال غرب المدينة المنورة وتبعد عنها 50 كم.